# Jürgen Lenerz
Jürgen Lenerz (* 1945 in Warendorf) ist ein deutscher Germanist.

## Leben
Das Studium der Germanistik und Anglistik an der Universität München und am Massachusetts Institute of Technology schloss er mit der
Promotion in München (1976) Zur Abfolge nominaler Satzglieder im Deutschen ab. Nach der Habilitation in Münster (1983) mit dem Thema Syntaktischer Wandel und Grammatiktheorie. Eine Untersuchung an Beispielen aus der Sprachgeschichte des Deutschen war er von 1985 bis zu seiner Pensionierung 2011 Professor für deutsche Sprachwissenschaft am Institut für deutsche Sprache und Literatur der Universität zu Köln. Von 1991 bis 1999 leitete er das DFG-Projekt „Derivation und lexikalische Semantik“.
Von 1989 bis 1991 war Lenerz Dekan der Philosophischen Fakultät der Universität zu Köln. Von 1993 bis 1997 war er Prorektor für Lehre, Studium und Studienreform. Von Februar 2009 bis Februar 2012 war er 1. Vorsitzender der Deutschen Gesellschaft für Sprachwissenschaft.
Lenerz' Forschungsschwerpunkte sind Syntax, Semantik, Morphologie und Phonologie des Deutschen.

## Schriften (Auswahl)
- Zur Abfolge nominaler Satzglieder im Deutschen. Tübingen 1977, ISBN 3-87808-805-1.
- mit Renate Bartsch und Veronika Ullmer-Ehrich: Einführung in die Syntax. Kronberg im Taunus 1977, ISBN 3-589-00056-2.
- mit Manfred Kohrt (Hrsg.): Sprache. Formen und Strukturen. Tübingen 1981, ISBN 3-484-30098-1.
- Syntaktischer Wandel und Grammatiktheorie. Eine Untersuchung an Beispielen aus der Sprachgeschichte des Deutschen. Tübingen 1984, ISBN 3-484-30141-1.